# Pobrežje (gmina Videm)
Pobrežje – wieś w Słowenii, w gminie Videm. W 2018 roku liczyła 955 mieszkańców.